# Muerte de Muamar el Gadafi
La muerte de Muamar el Gadafi, el depuesto líder de Libia, ocurrió el 20 de octubre de 2011 durante el final de la batalla de Sirte en las afueras de su ciudad natal, Sirte, en Libia, según informó un oficial del Consejo Nacional de Transición (CNT) al canal de televisión catarí Al Jazeera alrededor del mediodía hora UTC.  Tenía 69 años de edad.
Según reveló la autopsia, hecha por el médico forense Ibrahim Tika, Muamar Gadafi fue asesinado por milicianos del CNT de dos disparos a quemarropa, en el estómago y en la sien.

## Antecedentes
Después de la caída de Trípoli en manos de las fuerzas de los opositores del Consejo Nacional de Transición (CNT) y el Ejército de Liberación Nacional Libio (ELNL) en agosto de 2011, Gadafi y su familia abandonaron la capital libia. Se rumoreó que se refugió en el sur del país y se fue en un pequeño convoy a Sirte el día de la caída de Trípoli. Su hijo Moatassem Gadafi lo siguió en un segundo convoy.
El 19 de octubre el primer ministro de Libia Mahmoud Jabril dijo que se creía que el líder derrocado estaría en el sur desértico, organizando una insurgencia entre las tribus pro Gadafi de la región. En ese momento el CNT tenía el control de la ciudad pro Gadafi de Bani Walid al salir victorioso en la batalla homónima y estrechaba el cerco a su ciudad natal de Sirte al este de Trípoli. De acuerdo con varios acontecimientos, Gadafi estaría fuertemente armado con leales a su régimen en varios edificios en Sirte por varios meses cuando las fuerzas del CNT tomaran la ciudad; Mansour Dao, un miembro del círculo interno de Gadafi y jefe de la Guardia Popular, dijo que este estaba desilusionado y se quejaba de la falta de electricidad y agua. Los intentos para persuadirlo de dejar el país y dejar el poder fueron ignorados. Cuando el último distrito leal de Sirte cayó, Gadafi y otros miembros del gobierno intentaron huir.

## Eventos
Cerca de las 08:30 a. m. hora local (06:30 UTC) del 20 de octubre, Gadafi, su hijo Moatassem, su jefe de ejército y exministro de Defensa Abu-Bakr Yunis Jabr, su jefe de seguridad Mansour Dao y un grupo de leales intentaron escapar en un convoy de 75 vehículos. Un avión de reconocimiento de la Real Fuerza Aérea Británica sobrevoló el convoy moviéndose a alta velocidad, después que fuerzas de la OTAN interceptaran una llamada telefónica hecha por Gadafi.
Ese avión de la OTAN abrió fuego sobre 11 de los vehículos, destruyendo 1 de ellos. Un drone Predator operado desde la Base Aérea Creech cercana a Las Vegas, Nevada, Estados Unidos, disparó los primeros misiles al convoy, atacando su objetivo a 3 km al oeste de Sirte. Momentos después jets franceses continuaron el bombardeo. El bombardeo de la OTAN inmovilizó mucho al convoy y mató a docenas de combatientes leales. Tras el primer ataque 20 vehículos se salieron de la carretera y se movilizaron al sur; un segundo ataque aéreo dañó o destruyó a 10 de estos. Según el Financial Times, unidades de la Libia Libre en la zona también atacaron al convoy.
Según la OTAN esta no estaba enterada que al momento del ataque Gadafi iba en el convoy. La OTAN estaba en concordancia con la Resolución 1973 del Consejo de Seguridad de las Naciones Unidas que no permite objetivos individuales pero sí blancos militares. El organismo internacional posteriormente declaró que la inteligencia militar aliada sabía que Gadafi iba en el convoy y que el ataque probablemente contribuyó a su captura. Tras el ataque, que destruyó el auto en frente del vehículo de los Gadafi, él, su hijo Moatassem y su exministro de Defensa Abu-Bakr Yunis Jabr se refugiaron en una casa cercana que fue bombardeada por fuerzas del ELNL. Moatassem reunió a veinte combatientes y corrió a mirar a los vehículos sin daños, persuadiendo a su padre a irse. "El grupo se arrastró a una tormenta de arena", decía un reporte de la ONU realizado en marzo de 2012, y ellos se refugiaron entre dos tuberías de drenaje estando en una posición defensiva. Uno de los guardaespaldas lanzó una granada a los rebeldes que avanzaban pero cayó en un muro de cemento por encima y cayó en frente de Gadafi. El guardaespaldas probó tirarla, pero le explotó, matando a ambos: al guardaespaldas y a Yunis Jabr.

## Captura y muerte

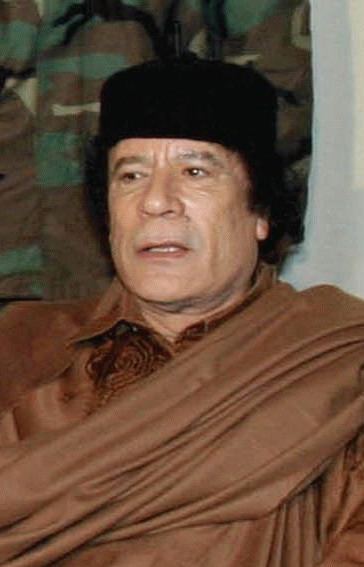
Muamar Gadafi en diciembre de 2003

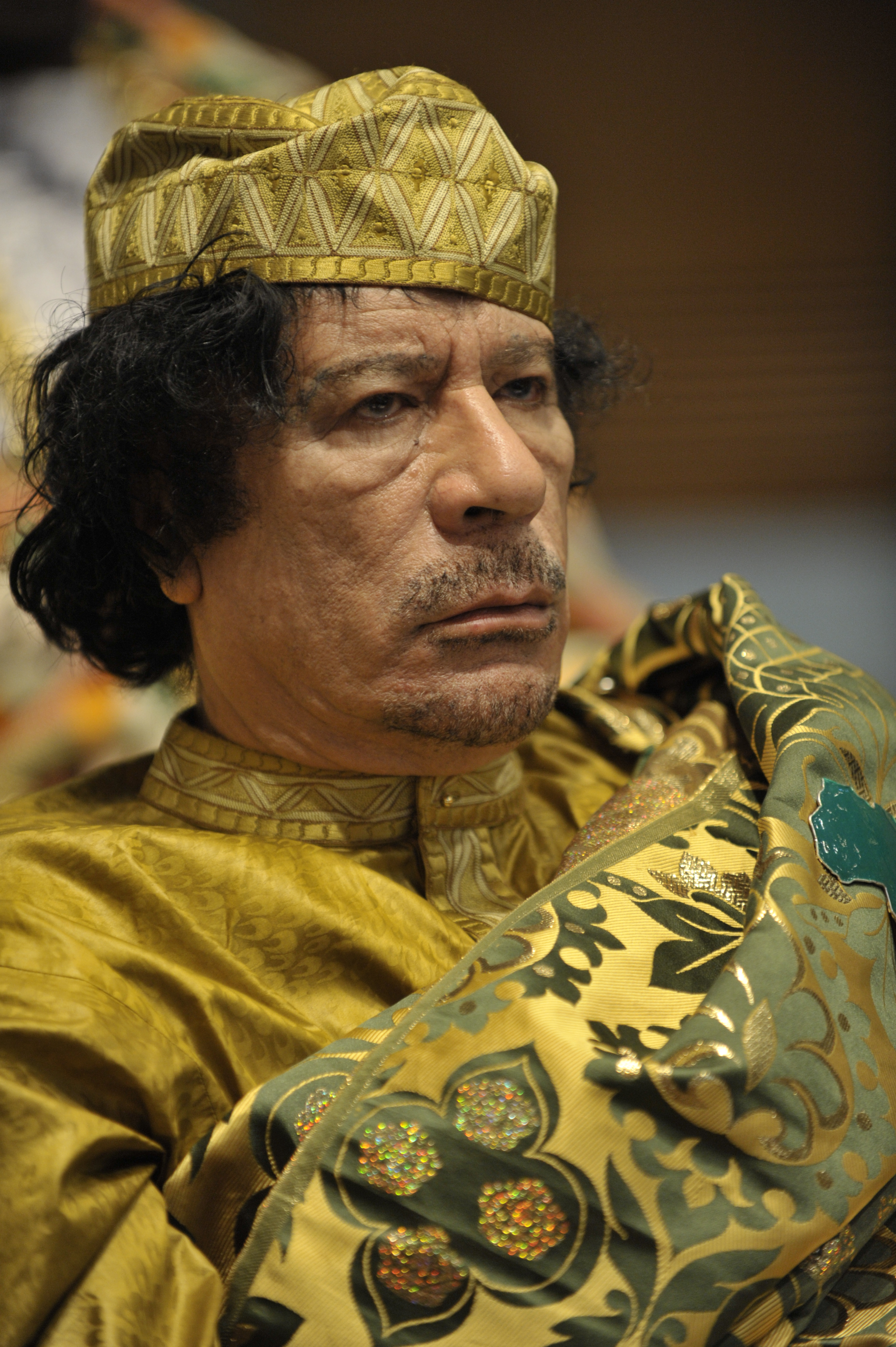
Gadafi en la cumbre de la Unión Africana, año 2009.

Gadafi sobrevivió al ataque y se refugió en una tubería con varios guardaespaldas. Un grupo de combatientes del CNT abrió fuego, hiriéndolo en una pierna y la espalda. Según un combatiente del CNT, uno de los hombres de Gadafi también le disparó para librarlo de su arresto.
Gadafi murió poco después. Se reportó que gritó: "no disparen, no disparen", y cuando fue interrogado por combatientes de Misrata sobre los daños hechos a esta ciudad por sus fuerzas en la batalla de Misrata negó estar involucrado y pidió a sus captores no matarlo. Un combatiente demandó poner de pie a Gadafi, pero él se opuso. "¡Tú perro! esto es Misrata, ¡Misrata te ha capturado!" le gritó un rebelde, escupiendo en su cara, antes que Gadafi gritara "¡Tengan piedad!" Gadafi aparece en un video diciendo "Dios prohíbe esto." y "¿Conoces derecho al mal?" cuando le gritaba a sus captores. En un video de su arresto es envuelto en la capota de un vehículo, por luchadores rebeldes. Un oficial de mayor categoría del CNT dijo que no había orden de ejecutarlo. Según otra fuente del CNT, "lo atraparon con vida y cuando él se resistió ellos lo golpearon y lo mataron". Mahmoud Jabril mencionó un relato alterno, diciendo que "cuando el auto se movía quedó metido en un fuego cruzado entre los revolucionarios y las fuerzas de Gadafi en la que él fue impactado por una bala en la cabeza." Está sin aclarar si el ataque aéreo de la OTAN tomó parte en asegurar la captura de Gadafi por parte de fuerzas libias en la zona.
Las versiones oficiales del gobierno provisional libio de que Gadafi había sido herido y muerto en un tiroteo, o de que había muerto durante el traslado en ambulancia, fueron desmentidas a las pocas horas por la existencia de varios vídeos, tomados con teléfonos móviles, que permitían comprobar que, vivo y herido, Gadafi fue zarandeado por una multitud de milicianos del Consejo Nacional de Transición, a los que gritaba "No disparen, no disparen" y pedía clemencia, lo que no evitó que fuera linchado por sus captores. Las posteriores declaraciones a Al Arabiya del forense Ibrahim Tika, que examinó el cadáver, confirmaron la muerte de Gadafi por dos disparos a quemarropa, en el estómago y en la sien. Estas oscuras circunstancias motivaron una petición del Alto Comisionado de la ONU para los Derechos Humanos, con sede en Ginebra, para que se realizara una investigación sobre ellas, sugerencia que fue rechazada por el nuevo gobierno, considerándola "una provocación", y acusando de paso "la hipocresía de Occidente". El 26 de octubre su representante ante la ONU ha vuelto a negar los hechos. Por su parte, el Observatorio de los Derechos Humanos denunció también la ejecución en masa de medio centenar de partidarios de Gadafi en un hotel abandonado de Sirte.
Los rebeldes también ejecutaron a sangre fría a su cuarto hijo, Moatassem. Aunque, de nuevo según la versión oficial del CNT, "el hijo de Gadafi fue encontrado muerto en Sirte", han circulado igualmente varios vídeos de él, en los que se le ve primero detenido, herido pero en aparente buen estado, y más tarde, ya muerto, con las mismas ropas.

## El cadáver de Gadafi

### Traslado a Misrata y exhibición pública
El cadáver de Gadafi fue subsecuentemente trasladado a Misrata al oeste de Sirte, donde un médico forense determinó que el depuesto líder fue baleado en la cabeza y el abdomen. Las autoridades interinas de Libia decidieron guardar su cuerpo “por unos pocos días”. El ministro de Petróleo del CNT Ali Tarhouni dijo "para que así todos sepan que murió." Para terminar el cadáver fue trasladado a la cámara frigorífica de un centro comercial donde a miembros del público se les permitió entrar para verlo, estando su cuerpo en exhibición pública hasta la tarde del 24 de octubre. Varios videos fueron grabados mostrando su cuerpo en el centro de esa cámara frigorífica. Algunas personas de la multitud viajaron cientos de kilómetros a través de Libia para constatar que estaba muerto; un espectador de la multitud dijo lo siguiente acerca de la exhibición pública de su cadáver: "Dios hizo al faraón como ejemplo de los demás. En caso de haber sido un buen hombre lo hubiéramos enterrado. Pero él se buscó su destino por sí mismo." Un reportero de Reuters que vio el cuerpo dijo que tenía residuos de disparos en las heridas, consistentes con heridas de personas cuando ellos le dispararon a quemarropa.
El cuerpo estuvo exhibido al igual que el de su hijo, Moatassem, quien también murió en custodia de rebeldes misratanos tras su captura en Sirte el 20 de octubre. El cadáver de este último fue trasladado de la cámara frigorífica para ser enterrado al mismo tiempo que su padre el 24 de octubre.

### Demandas por el cadáver
Aunque un portavoz del CNT dijo que el cuerpo sin vida de Gadafi en lugar de dárselo a su familia con una directiva sería enterrado secretamente después que jueces condujeran una autopsia para determinar la causa de su muerte, el consejo militar semiautónomo en Misrata dijo que aunque sería enterrado se oponía a la idea de una autopsia. Amnistía Internacional y Human Rights Watch llamaron a una autopsia independiente y una investigación sobre su muerte en cautividad, pero Mahmud Jabril dijo que ninguna huella fue necesaria.

### Autopsia
El 23 de octubre los resultados de la autopsia, hecha por el médico forense Ibrahim Tika, que examinó el cadáver, fueron revelados y confirmaron la muerte de Gadafi por dos disparos a quemarropa, en el estómago y en la sien, según sus declaraciones a Al Arabiya. Los análisis de ADN revelaron que el cabello de Gadafi era una peluca.

## Entierro
Según anunció el gobierno provisional, al amanecer del 25 de octubre los cadáveres de Gadafi, su hijo Moatassem y el ministro de Defensa de su régimen Abu-Bakr Yunis Jabr fueron enterrados por dos miembros del Consejo Nacional de Transición en un lugar desconocido del desierto, para evitar que puedan ser objeto de futuras peregrinaciones de sus seguidores. Según varios oficiales del CNT el entierro fue asistido por unos cuantos oficiales y parientes, incluyendo a un prisionero de guerra, el exjefe de seguridad libia Mansour Dao. Un canal de TV por satélite de Dubái, Emiratos Árabes Unidos, Al Aan TV mostró material que muestra el lugar del funeral donde oraciones islámicas fueron hechas. El ministro de Información Mahmoud Shammam dijo que una fatwa declara que: "Gadafi no debía ser enterrado en cementerios musulmanes y no debía ser enterrado en un lugar conocido para evitar un sedición."
La captura y muerte del líder marcó el fin de la Rebelión en Libia de 2011 y el definitivo fin del régimen de Gadafi en el país. El Consejo Nacional de Transición finalmente asumió de manera provisional, oficialmente, el gobierno y el control total del territorio.

## Subsecuentes capturas o muertes de parientes y relacionados
Los oficiales del CNT también anunciaron que el hijo de Gadafi, Moatassem, fue muerto en Sirte el mismo día. Un posterior video muestra superficialmente el cadáver de éste en una ambulancia. Un video mostrado en Arrai TV muestra a Moatassem vivo y hablando a sus captores. Las circunstancias de su muerte están sin aclarar.
Por lo que respecta al hijo mayor de Gadafi, y su previsto hijo sucesor, Saif al Islam Gadafi, aunque el Consejo Nacional de Transición libio también aseguró en un principio que le había capturado, la realidad es que consiguió huir de Sirte el día anterior, o el mismo 20. Según sus declaraciones personales, "seguiría liderando la resistencia, y vengaría a su padre", aunque el día 26 (pero de nuevo según el CNT) estaría intentando entregarse directamente al Tribunal Penal Internacional de La Haya, junto con Abdullah Senussi, antiguo jefe del servicio secreto libio (cuya falsa captura en Trípoli también había sido anunciada el día 20). El día 19 de noviembre de 2011 un grupo de combatientes del Consejo Nacional de Transición le detuvo en la región de Obari, unos 800 km al sur de Trípoli. Saif iba vestido con ropa tuareg acompañado de sus guardaespaldas, y al parecer trataba de huir a Níger; presentaba heridas en una mano, según parece de cuando el ataque aéreo del mes anterior. Fue detenido sin oponer resistencia y será llevado a Trípoli. Tras su captura, el primer ministro interino de Libia, Abderrahim al Kib, declaró que: "A pesar de que figura como uno de los símbolos del viejo régimen, será tratado como un prisionero de guerra conforme a las leyes internacionales". El fiscal general de la Corte Penal Internacional (CPI), Luis Moreno Ocampo, contactó el mismo día con las autoridades libias para garantizar "una solución acorde a la ley" para Saif al Islam: "Iré a Libia para discutir cómo manejamos el asunto. Pero la noticia es que Saif tendrá justicia. Dónde y cómo, eso lo discutiremos", dijo el fiscal a los periodistas.
Abdul Hakim Al Jalil, el comandante de la Brigada 11 del ELNL, manifestó que el exvocero de Gadafi Moussa Ibrahim fue capturado cerca de Sirte. Los reportes indican que Ahmed Ibrahim, un primo de Gadafi, también fue atrapado.

## Reacciones internacionales
- CNT: el portavoz del Consejo, Abdel Hafez Ghoga, declaró oficialmente que:

Anunciamos ante el mundo que Gadafi ha muerto y su cadáver está en manos de los revolucionarios. Este es un momento histórico en el cual se ha puesto fin a la tiranía. La proclamación oficial de la liberación del país se hará próximamente.

- OTAN: pese a que el organismo militar internacional no le tiene permitido dar de baja a Gadafi por la resolución 1973 de Naciones Unidas, ha reconocido su papel en el combate de la resistencia del régimen depuesto. En palabras de su secretario general Anders Fogh Rasmussen asevera que su presencia en Libia se define como:

Oficialmente, no se trataba de Gadafi. Las personas en particular no son objetivo de nuestra misión. Creo que la misión en Libia puede servir de modelo para futuras operaciones de la OTAN. Con Gadafi, es difícil imaginar seguridad para el pueblo libio.

- Unión Europea: para el organismo de integración europea, la muerte de Gadafi representa «el fin de la represión y el camino a emprender hacia un futuro democrático». El primer ministro italiano, Silvio Berlusconi, manifestó que «la guerra ha terminado».[61]

- Unión Europea: Herman van Rompuy: «La muerte de Gadafi marca el fin de una era de despotismo. Que Gadafi muriera en un ataque en Sirte también significa el fin de la represión que el pueblo libio ha sufrido durante demasiado tiempo.»

- Estados Unidos: para Hillary Clinton, secretaria de Estado, «aún no han confirmado» por el momento la muerte de Gadafi, y «no garantiza» el final del conflicto interno en Libia. El presidente Barack Obama dijo: «Ustedes han ganado su revolución» dijo a los libios mediante un breve discurso en el Rose Garden de la Casa Blanca.[62] Sin embargo, unos días después, el 25 de octubre, conocidos mejor los detalles, declara en una entrevista a la NBC:

«No fue algo agradable... Yo creo que es necesario cierto decoro en el trato de la muerte, incluso de alguien que ha hecho cosas tan terribles».

- Venezuela: Hugo Chávez dijo al enterarse de la muerte de Gadafi:

«Lo recordaremos como un guerrero, un líder revolucionario y ahora un mártir...» 

- Ecuador: Rafael Correa consideró que la muerte del exlíder libio, Muammar Gadafi, fue un crimen «lo capturaron vivo y lo ejecutan». «Es un crimen que hayan asesinado a 3 nietos de Gadafi de 1 y 2 años de edad, es un crimen y eso se tendrá que investigar»,dijo el mandatario de Ecuador.[65]

- Chile: el empresario Alfredo Moreno dijo «Nadie puede alegrarse por la muerte de nadie. Él era ya una persona buscada por la Corte Penal Internacional y hubiera sido mejor que hubiera estado frente a los tribunales, pero estas son las cosas que suceden cuando hay una guerra», manifestó el canciller chileno.

- Albania: Bamir Topi el presidente de Albania felicitó a los rebeldes por la eliminación del exlíder Muamar Gadafi, ya que esto representa el fin de las hostilidades en Libia y el inicio de una nueva era, según dijo el presidente.

- Hungría: El canciller de la nación declaró que la muerte de Gadafi ponía fin a cuatro décadas de tiranía, asimismo pedía que las fuerzas extranjeras se retiraran de Libia para iniciar la reconstrucción del país.

- Zimbabue: Cairo Mhandu cuyo portavoz del presidente de Zimbabue, Robert Mugabe, expresó "Es un día triste para el pueblo libio y para toda África, un gran líder nos ha dejado." Así mismo declaró que abogaba por la paz en Libia: "Esperamos que las alianzas internacionales se retiren pronto de Libia para que el país inicie su reconstrucción".

- España: La ministra de Asuntos Exteriores Trinidad Jiménez ha apelado a la reconciliación y ha ofrecido la asistencia española en el próximo proceso de paz libio. Asimismo, instó a los responsables de crímenes a rendir cuentas.[66]

- Reino Unido: El primer ministro David Cameron declaró: "Deberíamos recordar a los muchos, muchos libios que murieron en manos del brutal dictador y su régimen" y que "la gente de Libia tiene hoy una oportunidad incluso mayor, después de esta noticia, de construir ellos mismos un sólido y democrático futuro". Así mismo, el ministro de Asuntos Exteriores William Hague lamentó que Gadafi fuese asesinado antes de que pudiese ser llevado a juicio: "Nosotros no aprobamos las ejecuciones extrajudiciales".[67][68]

- Rusia: El máximo responsable del Comité de Asuntos Exteriores ruso Mikhail Margelov advirtió que la guerra podría continuar a pesar de la muerte de Gadafi.[69] El presidente de Rusia Vladímir Putin dijo: El presidente de Rusia dijo que Estados Unidos instó a matar a Gadafi y afirmó "Han mostrado al mundo como él [Gadafi] fue asesinado; había sangre por todas partes. ¿Eso es lo que ellos llaman democracia?"[70]

- Turquía: El ministro de Exteriores de Turquía Ahmet Davutoğlu declaró: "El destino de Gaddafi y su régimen constituye una amarga lección que debería ser revisada cuidadosamente con respecto a los movimientos de cambio y transformación en la región".

- Brasil: La presidenta brasileña Dilma Rousseff declaró "Pienso que Libia va a vivir un proceso de transformación democrática. De todas formas, eso no significa que debamos celebrar la muerte de un líder. El hecho de que Libia vaya a pasar por un proceso democrático no debería ser "celebrado", sino apoyado e incentivado y, de hecho, lo que deseamos es que [todos] los países tengan la capacidad, por ellos mismos, de vivir en paz y democracia".[71]

- Irán: El portavoz de Exteriores, Ramín Mehmanparast, declaró: "es lo prometido por Dios y el sino cierto de todos los tiranos y opresores de la historia que, al ejercer el gobierno haciendo caso omiso de los derechos de las naciones, no acaben sino siendo aniquilados. La República Islámica de Irán felicita este triunfo, obtenido con una gran y loable resistencia a la sufrida nación musulmana de Libia y al Consejo Nacional de Transición de este país".[72]

- Santa Sede: La Sede Apostólica respondió al evento al reconocer al CNT como el legítimo gobierno libio.[73]

- Nicaragua: El presidente Daniel Ortega posteriormente consideró su muerte como un "crimen" durante su segunda toma de posesión el 10 de enero de 2012.[74]

### Reacciones en las redes sociales y en Libia
La noticia rápidamente ha escalado los medios sociales de Internet como Twitter, haciéndose rápidamente «Tema del momento» en todo el planeta. Aunque muchos dudaron al principio de la noticia, se percataron que era cierta cuando medios de comunicación cercanos al suceso como Al Jazeera transmitieron perturbadoras imágenes de Gadafi antes de morir y después de su muerte. En Libia se transmitieron imágenes de como los ciudadanos «disparaban al aire» celebrando la muerte del dictador, en los puertos los barcos hacían sonar sus sirenas en señal de victoria. El portavoz del Consejo Nacional de Transición dijo:

Debemos celebrar con cautela, hemos capturado a un «Pez Gordo» los ciudadanos deben saber que esto es un triunfo para el pueblo libio pero que se debe festejar con precaución y evitar los disparos al aire, ya en Trípoli tenemos 21 muertes.
Makbuq Chanaán, vocero o portavoz del CNT

## Sobrevivientes de su familia
Actualmente su única hija Aisha el Gadafi, Safia Farkash & Mohammed Gadafi se exiliaron en una parte de Argelia desde el año 2011, luego de que los rebeldes del Consejo Nacional de Transición atacaran, destruyeran y quemaran su casa en Sirte, Libia, su familia huyeron en 6 convoyes directo a Argelia para exiliarse. Su hijo en Libia Saif al Islam Gadafi fue detenido por las autoridades del Consejo Nacional de Transición iba huyendo directo a Níger con un traje beduino, fue encarcelado en Tripolí, en junio del 2017 fue liberado.